# 张芯
张芯（1980年8月10日—），中国大陆流行音乐女歌手，2007年《星光大道》年度总亚军。

## 演艺经历
1997年，参加“飞图杯”全国青年歌手大赛，并获得北京赛区一等奖、全国总决赛一等奖。
1998年初，参加文化部春晚。5月，以特邀嘉宾身份亮相郭峰北京演唱会。
1999年，参加亚洲音乐节，并获得中国赛区新人歌手大赛银奖以及亚洲赛区新人歌手大赛总决赛银奖。
2000年5月，受时任中国驻美大使李肇星及其夫人的邀请，参加由中国驻美大使馆主办的“爱心音乐舞蹈晚会”。7月，获得CCTV青年歌手电视大奖赛优秀奖。
2001年12月，应美国华裔商会谢晓红、刘国生夫妇的邀请，参加中国驻纽约领事馆和世界联合国代表团主办的新年联欢晚会。
2003年，参加文化部春晚。
2007年，参加中国中央电视台选秀节目《星光大道》，并获得3月的月冠军、年度总决赛亚军。
2009年5月1日，受邀参加在北京鸟巢举办的“成龙和他的朋友们”大型演唱会，与李娜、张靓颖等歌手合唱《I LOVE THIS CITY》。
2010年冬季，发行个人单曲《小手冰凉》。
2018年12月26日，在北京出席湖南卫视大型音乐竞技节目《歌手2019》的新闻发布会，被确认为该节目的首发歌手之一。
2019年1月，以首发歌手身份参加《歌手2019》。
2019年5月，参加中歌会。